# Otovci
Ne zamenjujte z naseljem: Otkovci
Otovci (madžarsko Ottóháza,) so naselje v Občini Puconci.